# سهموي جنوبي (تشاه مبارك)
سهموي جنوبي (بالفارسية: سهموی جنوبی) هي قرية تقع في إيران في قسم تشاه مبارك الريفي. يقدر عدد سكانها بـ 1225 نسمة بحسب إحصاء 2016.